# Final da Copa Sul-Americana de 2019
A final da Copa Sul-Americana de 2019 foi a 18.ª final desta competição, que é organizada anualmente pela Confederação Sul-Americana de Futebol. Foi disputada entre Independiente del Valle, do Equador e o Colón, da Argentina. A partida foi realizada em jogo único a 9 de novembro no Estádio General Pablo Rojas, Assunção.
O Independiente del Valle venceu a decisão por 3–1 e obteve o primeiro título continental da sua história. Como vencedor se classificou automaticamente para a Copa Libertadores da América de 2020 e a Recopa Sul-Americana de 2020.

## Antecedentes
O Independiente del Valle decidiu pela primeira vez a Copa Sul-Americana sendo que a melhor campanha anterior do clube equatoriano foi alcançar a segunda fase em 2013. O Colón também decidiu a competição pela primeira vez, sendo sua melhor campanha até então uma disputa de oitavas de final em 2018.
O Colón disputou a Copa Sul-Americana desde a sua primeira fase, onde enfrentou o Deportivo Municipal do Peru vencendo os dois jogos por 3–0 e 2–0, respectivamente. Na segunda fase enfrentou o River Plate, empatando o primeiro jogo em 0–0 e vencendo por 3–1 na partida de volta. Nas oitavas enfrentou o Argentinos Juniors com uma vitória e uma derrota por 1–0, vencendo os compatriotas por 4–3 na disputa por pênaltis. Enfrentou o Zulia, da Venezuela, nas quartas de final, sendo derrotado por 1–0 e vencendo por 4–0. Nas semifinais enfrentou o Atlético Mineiro, do Brasil, com uma vitória e uma derrota por 2–1, respectivamente, vencendo por 4–3 nos pênaltis.
Assim como o adversário argentino, o Independiente del Valle disputou a Copa Sul-Americana desde a sua primeira fase, onde enfrentou o Unión de Santa Fe, também da Argentina, perdendo o primeiro jogo por 2–0 e devolvendo o mesmo placar para vencer por 4–3 nos pênaltis. Na segunda fase enfrentou a Universidad Católica, do Chile, goleando por 5–0 e avançando mesmo sendo derrotado por 3–2 no jogo de volta. Nas oitavas enfrentou o Caracas com empate em 0–0 na Venezuela e vitória em casa por 2–0. Enfrentou mais um clube argentino nas quartas, o Independiente, sendo derrotado por 2–1 vencendo por 1–0, avançando com a regra do gol fora de casa marcado na ida. Nas semifinais enfrentou o Corinthians, onde derrotou o clube brasileiro por 2–0 em São Paulo e garantindo a vaga na decisão com um empate em 2–2 jogando em casa.

### Caminhos até à final
| Independiente del Valle | Independiente del Valle | Independiente del Valle    | Fase                       | Colón               | Colón         | Colón                      |
| ----------------------- | ----------------------- | -------------------------- | -------------------------- | ------------------- | ------------- | -------------------------- |
| Oponente                | Agregado                | Jogos                      | Copa Sul-Americana de 2019 | Oponente            | Agregado      | Jogos                      |
| Unión de Santa Fe       | 2–2 (4–3 pen)           | 0–2 (F); 2–0 (4–3 pen) (C) | Primeira fase              | Deportivo Municipal | 5–0           | 3–0 (F); 2–0 (C)           |
| Universidad Católica    | 7–3                     | 5–0 (F); 2–3 (C)           | Segunda fase               | River Plate         | 3–1           | 0–0 (F); 3–1 (C)           |
| Caracas                 | 2–0                     | 2–0 (F); 0–0 (C)           | Oitavas de final           | Argentinos Juniors  | 1–1 (4–3 pen) | 0–1 (C); 1–0 (4–3 pen) (F) |
| Independiente           | 2–2 (gf)                | 2–1 (C); 0–1 (F)           | Quartas de final           | Zulia               | 4–1           | 0–1 (F); 4–0 (C)           |
| Corinthians             | 4–2                     | 2–0 (F); 2–2 (C)           | Semifinais                 | Atlético Mineiro    | 3–3 (4–3 pen) | 2–1 (C); 1–2 (4–3 pen) (F) |

Legenda: (C) casa; (F) fora

## Formato
Pela primeira vez a final foi disputada em local neutro e em jogo único. A principio a cidade de Lima foi escolhida, porém em 9 de maio de 2019 a CONMEBOL transferiu a partida final para Assunção.

## Detalhes

### Partida
| 9 de novembro | Independiente del Valle               | 3 – 1     | Colón       | Estádio General Pablo Rojas, Assunção |
| 17:30 (UTC−3) | León 24' · Sánchez 41' · Dájome 90+5' | Relatório | Olivera 88' | Árbitro: BRA Raphael Claus            |

| Ind. del Valle | Colón |

| G                    | 14 | Jorge Pinos        |     |     |
| LD                   | 4  | Anthony Landázuri  | 49' |     |
| Z                    | 27 | Fernando León      |     |     |
| Z                    | 5  | Richard Schunke    |     |     |
| LE                   | 2  | Luis Segovia       |     |     |
| V                    | 16 | Cristian Pellerano |     |     |
| M                    | 11 | Cristian Dájome    | 75' |     |
| M                    | 21 | Alan Franco        |     |     |
| M                    | 10 | Efrén Mera         |     | 79' |
| W                    | 15 | Jhon Jairo Sánchez |     | 74' |
| A                    | 8  | Gabriel Torres     |     | 85' |
| Substitutos:         |    |                    |     |     |
| G                    | 13 | Hamilton Piedra    |     |     |
| Z                    | 6  | Bryan Rivera       |     |     |
| Z                    | 17 | Ángelo Preciado    |     |     |
| Z                    | 18 | Leonardo Realpe    |     |     |
| M                    | 23 | Dani Nieto         |     |     |
| M                    | 24 | Roberto Garcés     |     | 79' |
| A                    | 7  | Washington Corozo  |     | 85' |
| A                    | 9  | Alejandro Cabeza   |     | 74' |
| A                    | 20 | Juan Govea         |     |     |
|                      |    |                    |     |     |
|                      |    |                    |     |     |
|                      |    |                    |     |     |
| Treinador:           |    |                    |     |     |
| Miguel Ángel Ramírez |    |                    |     |     |

| G              | 1  | Leonardo Burián       |     |
| LD             | 19 | Alex Vigo             | 65' |
| Z              | 24 | Guillermo Ortiz       |     |
| Z              | 6  | Emanuel Olivera       |     |
| LE             | 13 | Gonzalo Escobar       | 69' |
| M              | 23 | Christian Bernardi    | 76' |
| V              | 21 | Federico Lértora      |     |
| V              | 8  | Fernando Zuqui        |     |
| M              | 28 | Marcelo Estigarribia  |     |
| A              | 10 | Luis Miguel Rodríguez |     |
| A              | 27 | Wilson Morelo         |     |
| Substitutos:   |    |                       |     |
| G              | 17 | Ignacio Chicco        |     |
| Z              | 2  | Lucas Acevedo         |     |
| Z              | 3  | Gastón Díaz           |     |
| Z              | 15 | Damián Schmidt        |     |
| Z              | 16 | Franco Quiroz         |     |
| M              | 5  | Matías Fritzler       |     |
| M              | 14 | Santiago Pierotti     |     |
| M              | 25 | Brian Farioli         |     |
| M              | 30 | Gabriel Esparza       | 69' |
| A              | 7  | Nicolás Leguizamón    |     |
| A              | 12 | Tomás Chancalay       | 76' |
| A              | 29 | Jorge Ortega          | 65' |
| Treinador:     |    |                       |     |
| Pablo Lavallén |    |                       |     |

| Árbitros assistentes: BRA Emerson de Carvalho BRA Bruno Pires Quarto árbitro: VEN Alexis Herrera Árbitro de vídeo: URU Daniel Fedorczuk Árbitro assistente de vídeo 1: PER Víctor Carrillo Árbitro assistente de vídeo 2: BRA Danilo Manis Árbitro assistente de vídeo 3: URU Nicolás Tarán |